# La cieguita de la Avenida Alvear (película de 1939)
 La cieguita de la Avenida Alvear  es una película de Argentina en blanco y negro dirigida por Julio Irigoyen según su propio guion que se estrenó el 16 de junio de 1939 y que tuvo como protagonistas a Enrique del Cerro y Delfy de Ortega. Irigoyen había dirigido en 1924 una versión anterior sin sonido.

## Sinopsis
Un médico se enamora de una joven que es ciega, cuyo padre es un escritor que no quiere curarla para que no vea las perversidades del mundo, resultando finalmente el médico es hijo del escritor.

## Reparto
- Enrique del Cerro
- Delfy de Ortega
- Roberto Díaz
- Yaya Palau
- Arturo Sánchez

## Comentario
La crónica del El Heraldo del Cinematografista dijo: “no ofrece interés esta producción. Se ha querido imponerle un ambiente estudiantil en notas de precaria realización adosándole al filme algunas canciones poco atrayentes e intercaladas al azar”.

## Producción
El filme fue producido por Buenos Aires Film, una empresa dirigida por Julio Irigoyen que se caracterizaba por producir filmes clase “C” de muy bajo presupuesto y poca calidad artística, que en general eran historias con los personajes característicos de la ciudad: guapos prostitutas, cantores de tango, jugadores en oscuros cafetines, hipódromos y salones aristocráticos. La mayoría eran películas de gauchos o típicamente porteñas, con tango o con canciones de tierra adentro. Es dificultoso acceder a información sobre esas películas, en primer lugar porque una parte no se estrenó en Buenos Aires sino en las provincias del interior de Argentina y también en otros países de América Latina, en segundo término porque Irigoyen no conservaba los negativos y en tercer lugar por el escaso interés que tenía por ellas la prensa especializada.